# فيليب-أندريه مورو
فيليب-أندريه مورو هو لاعب كرة قدم كندي في مركز الوسط، ولد في 9 يوليو 1970 في كيبك في كندا. لعب مع Albany Alleycats ‏.